# Stenorrhina
Genre
Stenorrhina est un genre de serpents de la famille des Colubridae.

## Répartition
Les espèces de ce genre se rencontrent en Amérique centrale et dans le nord de l'Amérique du Sud.

## Description
Ces serpents sont principalement nocturnes.

## Liste des espèces
Selon The Reptile Database (16 mars 2012) :
- Stenorrhina degenhardtii (Berthold, 1846)
- Stenorrhina freminvillei Duméril, Bibron & Duméril, 1854

## Publication originale
- Duméril, 1853 : Prodrome de la classification des reptiles ophidiens. Mémoires de l'Académie des sciences, Paris, vol. 23, p. 399-536 (texte intégral).